# Aloe leachii
Aloe leachii ist eine Pflanzenart der Gattung der Aloen in der Unterfamilie der Affodillgewächse (Asphodeloideae). Das Artepitheton leachii ehrt Leslie Charles Leach (1909–1996).

## Beschreibung

### Vegetative Merkmale
Aloe leachii wächst stammlos oder kurz stammbildend, ist einzeln oder besitzt wenige Ableger und bildet dann kleine Gruppen. Die etwa 20 lanzettlichen verschmälerten Laubblätter bilden Rosetten. Die dunkelgrüne und rot überhauchte Blattspreite ist 35 Zentimeter lang und 6 Zentimeter breit. Die rötlich braunen, stechenden Zähne am Blattrand sind etwa 5 Millimeter lang und stehen 10 bis 20 Millimeter voneinander entfernt.

### Blütenstände und Blüten
Der Blütenstand besteht aus sieben bis zehn Zweigen und erreicht eine Länge von bis zu 100 Zentimeter. Die unteren Zweige sind manchmal zusätzlich verzweigt. Die lockeren zylindrischen Trauben sind 15 bis 20 Zentimeter lang und 7 Zentimeter breit. Die eiförmig-spitzen Brakteen weisen eine Länge von 5 Millimeter auf und sind 6 Millimeter breit. Die scharlachroten, an ihrer Mündung helleren Blüten stehen an 6 bis 8 Millimeter langen Blütenstielen. Sie sind 30 Millimeter lang und an ihrer Basis gerundet. Auf Höhe des Fruchtknotens weisen die Blüten einen Durchmesser von 7 Millimeter auf, darüber sind sie kaum verengt. Ihre Perigonblätter sind auf einer Länge von 15 Millimeter nicht miteinander verwachsen. Die Staubblätter und der Griffel ragen 1 bis 3 Millimeter aus der Blüte heraus.

## Systematik, Verbreitung und Gefährdung
Aloe leachii ist in Tansania im offenen bewaldeten Grasland in Höhen von 275 bis 500 Metern verbreitet.
Die Erstbeschreibung durch Gilbert Westacott Reynolds wurde 1965 veröffentlicht. Aloe nordaliae Wabuyele (2006) ist wahrscheinlich ein Synonym.
Aloe leachii wird in der Roten Liste gefährdeter Arten der IUCN als „Vulnerable (VU)“, d. h. gefährdet eingestuft.

## Nachweise